# Franklin Farrel
Franklin Farrel   (Ansonia, 23 de març de 1908 - North Branford, 2 de juliol de 2003) va ser un jugador d'hoquei sobre gel estatunidenc que va competir durant les dècades de 1920 i 1930. Estudià a la Universitat Yale.
El 1932 va prendre part en els Jocs Olímpics de Lake Placid, on guanyà la medalla de plata en la competició d'hoquei sobre gel.